# Bathygobius karachiensis
Bathygobius karachiensis és una espècie de peix de la família dels gòbids i de l'ordre dels cipriniformes que es troba al Pakistan.